# Tom Elling om Perfect World
|  | Denne artikel er oprettet af botten PalnaBot ud fra en ekstern database. Den kan derfor have sproglige fejl eller mangler. Denne skabelon kan fjernes efter kontrol af indholdet. |

Tom Elling om Perfect World er en film instrueret af Jens Christian Top.

## Handling
Vi talte med Tom Elling, da hans "Perfect world" var ved at nå sin færdiggørelse. Elling fortæller om low-budget produktion, optageteknik og i det hele taget om det univers, som han bevæger sig i.